# アーサー・イングラム (第6代アーヴィン子爵)
第6代アーヴィン子爵アーサー・イングラム（英語: Arthur Ingram, 6th Viscount of Irvine、1689年12月21日洗礼 – 1736年5月26日）は、イギリスの政治家、貴族。ホイッグ党所属。

## 生涯
第3代アーヴィン子爵アーサー・イングラムとイサベラ・メイチェル（Isabella Machell、1670年10月25日 – 1764年7月21日、ジョン・メイチェルの娘）の息子として生まれ、1689年12月21日にウィットカークで洗礼を受けた。1706年6月13日にリンカーン法曹院に入学、25日にオックスフォード大学オリオル・カレッジに入学した。
1715年イギリス総選挙でホーシャム選挙区から出馬して落選したが、選挙申し立てにより繰り上げ当選となった。議会では与党の一員として投票したが、七年議会法案だけはホーシャム選挙区の有権者が請願を出して反対したためそれに従った。1721年4月10日に兄リッチが死去すると、アーヴィン子爵の爵位を継承した。
1725年に議会の議決を得て、多くの領地を売却した。
1728年から1736年までイースト・ライディング・オブ・ヨークシャー統監を務めた。
1736年5月26日に生涯未婚のまま死去、弟ヘンリーが爵位を継承した。
テンプル・ニューサムにチャールズ・ジャーヴァスによるアーサー・イングラムの肖像画（1712年の作品）が現存する。